# گوایانا اسکیبا

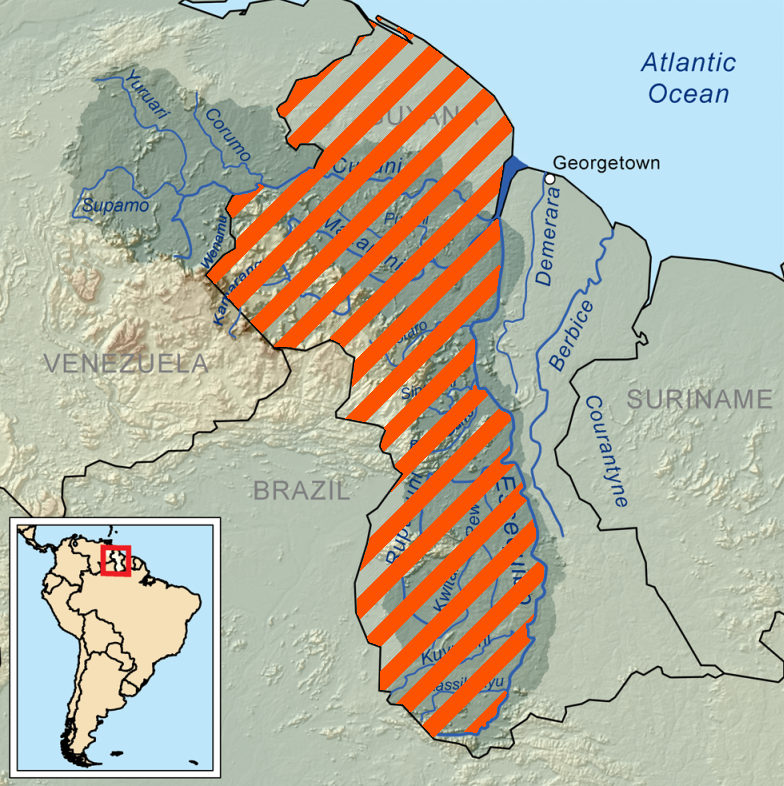
منطقه اسکیبو آن طور که ونزوئلا آن را ادعا می‌کند

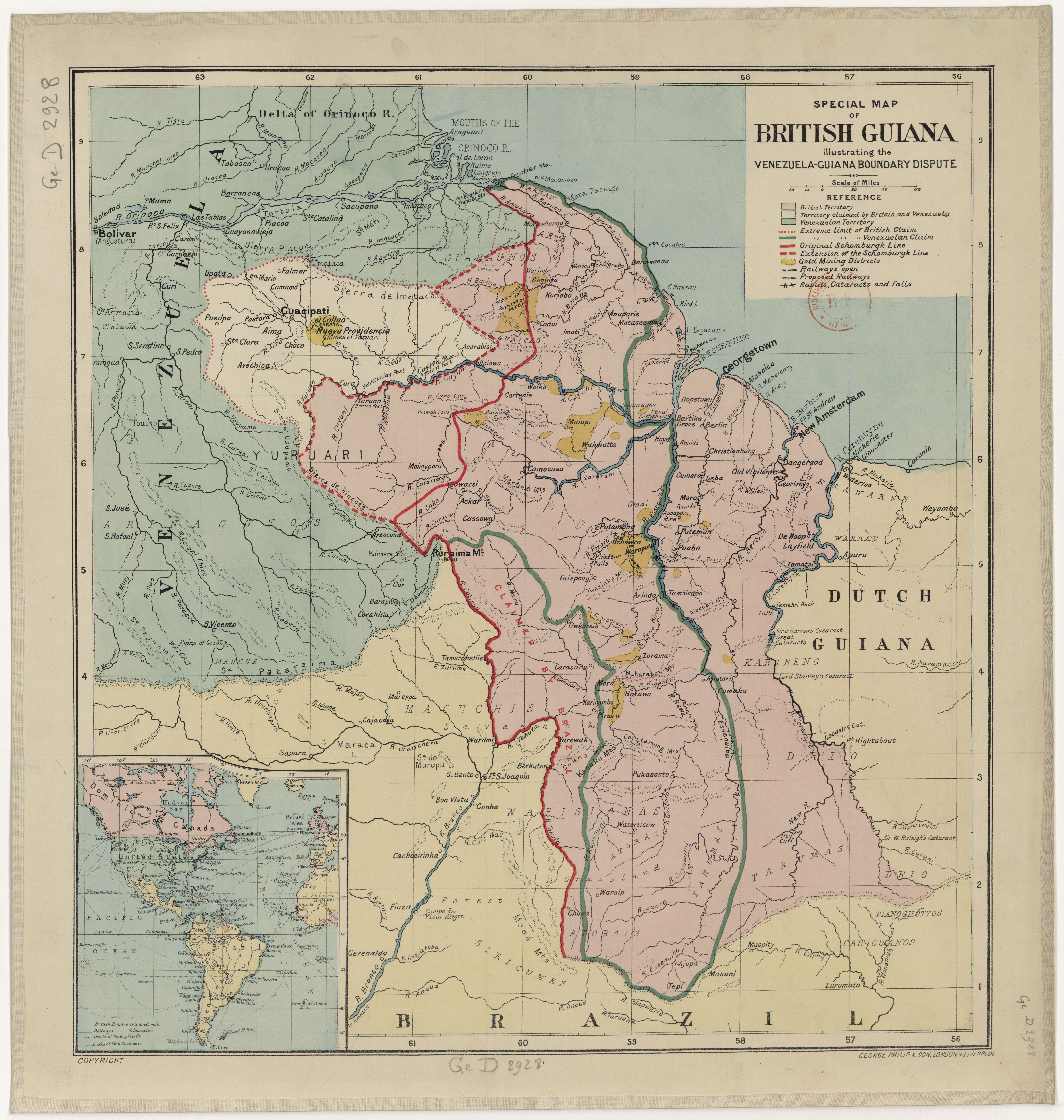
ادعاهای ارضی توسط گویان بریتانیا، از جمله مرزهای غربی واگذار شده به ونزوئلا

گوایانا اسکیبا (تلفظ اسپانیایی: [ɡwaˈʝana eseˈkiβa] () به اسپانیولی: Guayana Esequiba) که گاهی اسکیبو نیز نامیده می‌شود، یک منطقه مورد مناقشه به مساحت ۱۵۹٬۵۰۰ کیلومتر مربع (۶۱٬۶۰۰ مایل مربع) است که غرب رودخانه اسکیبو واقع شده‌است. این قلمرو مورد ادعای گویان و ونزوئلا قرار دارد، اما گویان این منطقه را بر اساس رای داوری پاریس در سال ۱۸۹۹ تحت کنترل خود داشته‌است.  این اختلاف مرزی از قدرت‌های استعماری (اسپانیا در مورد ونزوئلا و هلند و انگلستان در مورد گویان) به ارث رسیده‌است و پس از استقلال ونزوئلا و گویان ادامه یافته‌است.

## جمعیت‌شناسی
تا سال ۲۰۲۳، جمعیت تخمین زده شده در گوایانا اسکیبا ۱۲۵۰۰۰ نفر بود.